# Cerna kohouti
Cerna kohouti är en stekelart som beskrevs av Boucek 1988. Cerna kohouti ingår i släktet Cerna och familjen puppglanssteklar. Inga underarter finns listade i Catalogue of Life.